# Maria Palma Petruolo
Pour les articles homonymes, voir Petruolo.
Maria Palma Petruolo, alias Mary Petruolo, née le 28 mars 1989 à Marcianise dans la région de la Campanie en Italie, est une actrice italienne. 

## Biographie
Elle naît à Marcianise dans la région de la Campanie en 1989. 
Elle débute comme actrice en 2002 en jouant le rôle de la jeune Marie-José de Belgique dans la mini-série Maria José - L'ultima regina de Carlo Lizzani. Elle apparaît pour la première fois au cinéma l'année suivante dans le premier film d'Eleonora Giorgi, la comédie sentimentale Uomini & donne, amori & bugie.
Entre 2004 et 2006, elle participe à diverses productions pour la télévision, obtenant notamment l'un des rôles réguliers de la série télévisée Orgoglio. En 2007 et 2008, elle intègre la série télévisée Raccontami et participe aux deux saisons avec un rôle secondaire récurrent. Elle joue également le rôle de Claire d'Assise dans le téléfilm Chiara e Francesco de Fabrizio Costa, apparaît dans le téléfilm Coco Chanel de Christian Duguay consacré à la célèbre styliste française et dans le téléfilm Il segreto di Arianna de Gianni Lepre (it) dans lequel elle joue la fille perdue de Lorenza Indovina.
En 2009, elle signe son retour sur le grand écran en tenant l'un des principaux rôles de la comédie Questo piccolo grande amore de Riccardo Donna (it) aux côtés d'Emanuele Bosi (it), de Mariella Valentini et  de Giancarlo Previati (it). Elle tourne également dans la mini-série Doc West de Giulio Base et Terence Hill.
En 2010, elle obtient l'un des principaux rôles de la série policière Les Spécialistes : Rome (R.I.S. Roma - Delitti imperfetti), mais son rôle n'est pas reconduit lors des saisons suivantes. En 2014, elle donne la réplique à Virna Lisi, Emanuele Bosi et Vanessa Gravina dans la série Madre, aiutami de Gianni Lepre (it).

## Filmographie

### Au cinéma
- 2003 : Uomini & donne, amori & bugie d'Eleonora Giorgi
- 2007 : Il dono dei Magi de Gianni Quaranta (court-métrage)
- 2009 : Questo piccolo grande amore de Riccardo Donna (it)

### À la télévision

#### Séries télévisées
- 2004 – 2006 : Orgoglio
- 2004 : La squadra, un épisode
- 2004 : Diritto di difesa, un épisode
- 2005 : Gente di mare, un épisode
- 2007 – 2008 : Raccontami
- 2010 : Les Spécialistes : Rome (R.I.S. Roma - Delitti imperfetti)
- 2012 : Nero Wolfe, un épisode
- 2014 : Madre, aiutami de Gianni Lepre (it)
- 2014 : Una pallottola nel cuore, un épisode

#### Téléfilms et mini-séries
- 2002 : Maria José - L'ultima regina de Carlo Lizzani
- 2004 : A casa di Anna d'Enrico Oldoini
- 2007 : Il segreto di Arianna de Gianni Lepre (it)
- 2007 : Chiara e Francesco de Fabrizio Costa
- 2008 : Coco Chanel de Christian Duguay
- 2009 : Doc West de Giulio Base et Terence Hill